# NGC 6891
NGC 6891 es una pequeña nebulosa planetaria en la constelación de Delphinus. De magnitud aparente 10,7 y con un diámetro de sólo 0,35 arcmin, para su observación es recomendable un telescopio con más de 100 aumentos para que el objeto deje de ser puntual. La estrella central es de magnitud 12,5.
Fue descubierta en el año 1884 por Ralph Copeland.